# سلاح كيميائي ثنائي

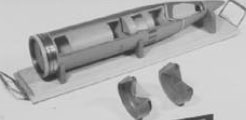
مقطع عرضي لقذيفة السارين M687 بحجم 155 ملم

الأسلحة الكيميائية الثنائية هي أسلحة كيميائية تحتوي على المادة السامة في حالتها النشطة كسلائف كيميائية أقل سمية بكثير من العامل الواحد وهذا يُحسن سلامة التخزين والنقل والتخلص من السلاح.

## نبذة
الأسلحة الكيميائية الثنائية هي أسلحة كيميائية تدخل في نطاق معاهدة حظر الأسلحة الكيميائية وبالتالي يحظر إنتاجها واستخدامها وتخزينها في معظم البلدان.

## امثلة
مثال على هو حيث

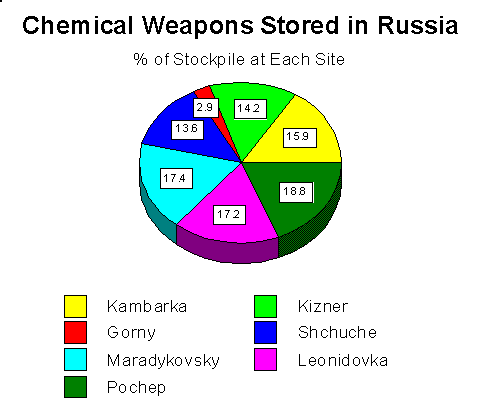
مخزونات من الأسلحة الكيميائية لدى روسيا.

يعد السلاح M687 الذي يمتلكه جيش الولايات المتحدة مثالا لسلاح كيميائي ثنائي إذ يحتوي على ميثيل الفوسفونيل ديفلورايد وعندما يتم إطلاق السلاح يؤدي التسارع إلى خلط السلائف بتناوب الذخيرة أثناء الطيران مما ينتج عنه عامل الأعصاب السارين.
جرب الاتحاد السوفيتي والاتحاد الروسي حاليا ذخائر ثنائية قادرة على خلط وتوزيع عاملين يعملان معا على تفاقم آثار السلاح ومن الأمثلة على ذلك مزيج من عوامل الأعصاب.
صرح مدير برنامج أبحاث عدم الانتشار بمعهد ميدلبري للدراسات الدولية في مونتيري أن موت كيم جونج بسبب التسمم بـ في إكس من المحتمل أن يكون قد تم بنسخة ثنائية العامل.